# Alkohol hudby
Alkohol hudby (řecky Αλκοόλ της μουσικής) je debutové studiové album kapely Jannis Moras & Banda. Vydáno bylo 30. května 2017. Deska byla nahrána v březnu 2017 v brněnském Studiu Indies. Zvuk a následný mix provedl Jan Růžička, mastering Pavel Karlík v Sono Records. Obal vytvořil grafik Jiří Valach. Součástí alba je také booklet, který obsahuje texty písní jak v řečtině tak i v češtině.
Album obsahuje celkem 11 písní. Autorem všech textů a hudby je Jannis Moras. Aranžmá písní bylo v režii kapely za občasného přispění Jana Růžičky. Zajímavostí je, že poslední skladba je nahrána pouze s kytarou, tedy tak, jak Jannis Moras začínal ještě před vznikem kapely. Album bylo pokřtěno v den vydání na koncertě ve Velkém sále Café Práh.

## Seznam písní
| Pořadí | Název             | Délka |
| ------ | ----------------- | ----- |
| 1.     | Předek            | 6:52  |
| 2.     | Astrolog          | 4:05  |
| 3.     | Strom radosti     | 3:57  |
| 4.     | Poznej sebe sama  | 3:30  |
| 5.     | Babylonská věž    | 5:31  |
| 6.     | Alkohol hudby     | 2:55  |
| 7.     | Ve vesmíru dítěte | 3:44  |
| 8.     | Chléb             | 3:36  |
| 9.     | Mikrosmrt         | 3:36  |
| 10.    | Tvoje duše Fénix  | 4:43  |
| 11.    | Snostrach         | 2:36  |

## Obsazení
- Jannis Moras – zpěv, akustická kytara, dvanáctistrunná kytara
- Alexis Moras – zpěv, baskytara
- Markos Moras – zpěv, bicí
- Iva Oulehlová – příčná flétna, klarinet, zobcová flétna
- Zuzana Mitrengová – zpěv, perkuse